# Saranaca elegans
Saranaca elegans är en stekelart som först beskrevs av Cresson 1868.  Saranaca elegans ingår i släktet Saranaca och familjen brokparasitsteklar. Inga underarter finns listade i Catalogue of Life.